# موش روپ
موش روپ (نام علمی: Stenocephalemys ruppi) نام یک گونه از سرده موش‌های سرباریک است.